# Gekijōban Cardcaptor Sakura: Fūin sareta card
Gekijōban Cardcaptor Sakura: Fūin sareta card (劇場版カードキャプターさくら 封印されたカード? lett. "Cardcaptor Sakura il film: La carta sigillata") è un film d'animazione del 2000 diretto da Morio Asaka.
Si tratta del secondo lungometraggio tratto dalla serie animata di Card Captor Sakura, ideata dalle CLAMP, diretto come il precedente da Morio Asaka, ed è animato dallo studio Madhouse. È uscito il 15 luglio 2000 in Giappone.
Il film non è mai stato distribuito in Italia.

## Trama
Il film è ambientato quattro mesi dopo l'ultimo episodio dell'anime. Inizia con la demolizione della vecchia casa di Eriol, e una carta nascosta nelle fondamenta, appare. Intanto, Sakura, dopo aver trasformato tutte le carte di Clow in carte di Sakura, è a tutti gli effetti la nuova padrona delle carte, nonché un'eccellente maga. La ragazza si sta preparando al Nadeshiko Festival, un festival che si tiene a Tomoeda, in cui dovrà recitare il ruolo della principessa in una commedia organizzata dalla sua classe. Nel frattempo, un nuovo parco di divertimenti viene aperto a Tomoeda, sul terreno su cui era costruita la casa di Eriol. Quando Sakura e Tomoyo si recano al parco, Sakura avverte una forza molto forte, proveniente dal parco. Mentre corre verso la fonte, si scontra con Syaoran, venuto in Giappone con la cugina Meiling. Mentre Sakura e Meiling parlano, quest'ultima le confida di aver rotto definitivamente il suo fidanzamento con Syaoran, perché Syaoran ama un'altra ragazza, a cui si è dichiarato. Meiling, continua, dicendo che Syaoran sta aspettando la risposta di questa ragazza. Sakura si sente imbarazzata perché, infatti, stava aspettando il momento giusto per confessare il suo amore a Syaoran.
Si scoprirà poi che è stato proprio Tomoyo ad invitare Syaoran e Meiling a Tomoeda, per far incontrare Sakura e Syaoran di nuovo. Questi due finiranno per rimanere soli a casa di Sakura, che si era offerta di cucinargli spaghetti col sugo per cena. Mentre Sakura cerca di confessare i suoi sentimenti, viene interrotta due volte, sia da Kero-chan, che da Touya. Mentre Syaoran se ne sta andando, una carta di Sakura viene improvvisamente attratta verso il parco di divertimenti, da una ragazza dai lunghi capelli castani racchiusa in una sfera, che non è altro che la carta di Clow che era nascosta nella casa di Eriol.
Poco a poco le carte di Sakura cominciano a scomparire, richiamate della carta misteriosa, così come parte della città. Mentre i quattro ragazzi sono al parco di divertimenti della città, Sakura e Shaoran si accorgono della sparizione di una carta, e inseguendola, finiscono nella casa degli specchi. Incontrano la carta misteriosa, che ruba altre tre carte di Sakura, più quella del legno, che Sakura ha usato contro di lei, invano. Subito dopo la ragazza scompare. La stessa sera, Eriol chiama Sakura, e le spiega la verità su quella carta: tutte le 52 carte erano state create con una forza positiva, ed è stata creata una carta di sola forza negativa, la Carta del Nulla. Questa carta era stata creata per cancellare le carte di Clow se si fossero rivelate troppo potenti, in modo che agissero da sole, ed è, quindi, potente quanto tutte le 52 carte messe insieme.
Ora che le 52 Carte di Clow sono diventate di Sakura, il Nulla è l'unica che resta da catturare, per ristabilire l'equilibrio. Durante la commedia in cui recita Sakura, al Nadeshiko Festival, la carta del Nulla comincia a far scomparire tutto, comprese le persone. Rimasti solo Sakura e Syaoran, si avventurano al parco di divertimenti, per affrontare la carta. Sakura alla fine riesce a catturarla e questa carta si fonde con la Carta dell'Amore trasformandosi nella Carta della Speranza. Infine Sakura riesce anche a confessare il suo amore a Syaoran.

## Colonna sonora
Le canzoni principali del film sono tre, due cantate dalle rispettrice doppiatrici:
- Arigatō, cantata da Sakura Tange (Sakura), arrangiata da Mitsuo Yamamoto
- Koko ni kite, cantata da Junko Iwao (Tomoyo), arrangiata da Masami Kishimura
- Ashita e no melody, cantata da CHAKA, arrangiata di Toshio Sagisu